# 사이버 폭력

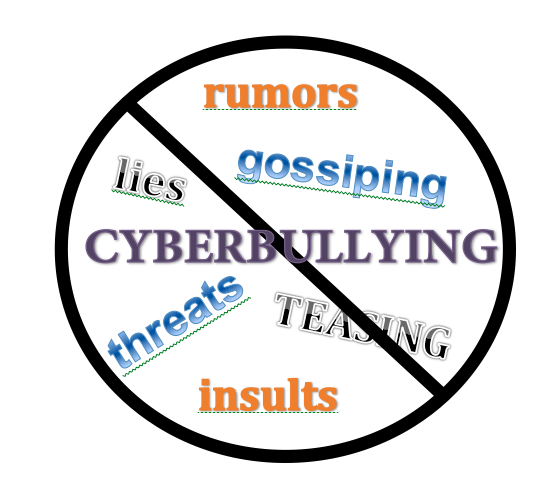

스마트 기기의 발전 및 보급과 함께 본 디지털(Born-Digital) 세대의 저연령화 현상은 폭력이 온라인 상에서 뿐만 아니라 온라인 상에서 진화하여 발생하도록 만들었다. 사이버폭력은 전통적인 폭력과는 달리 시공간의 제약이 없고, 익명성을 띄며 그 형태 또한 다양하다. 문자로 상대방을 직접 험담하는 것뿐만 아니라 특정인을 비하하는 글∙이미지∙동영상 혹은 타인의 동의 없이 개인 신상 정보나 사진을 유포하는 행위, 단체 채팅방에 계속 초대하거나 초대 후 집단적으로 나가버리는 행위, 음란물 등을 유포하거나 수위 높은 성적인 요소 언급 등 다양한 형태로 발생하고 있다. 사이버 공간이라는 특성으로 인해 일반 폭력과는 다른 양상을 가지므로, 이에 대한 이해가 필요하다. 특히, 청소년 층에게 스마트 기기 사용이 보편화되고, 코로나19로 인한 온라인 개학과 같은 시대상에 따라 청소년들 사이에서 학교폭력이 사이버폭력이라는 새로운 유형과 복합적으로 발생하고 있다. 따라서 사이버폭력을 예방하기 위해서는 사이버 공간의 특성에 대한 이해가 선행되어야 하며, 다양한 형태로 차별화된 대응 노력이 필요하다고 할 수 있다. 그러나 학교 폭력에 의한 조사는 학교폭력 제12조 4항에 의하여 허용되어있다.

## 개요
인터넷의 발달과 스마트폰의 보급은 시간과 공간의 제약 없이 사이버 공간에 접속하여 정보를 얻고 타인과 관계를 맺는 등 다양한 편리함을 가져다주었다. 그러나 그 이면에서는 사이버 공간 내에서 의 신상 정보 유출, 스토킹 및 성폭력이 일어나고 있으며, 학교 폭력의 영역이 사이버 공간으로 확장되는 등 부정적인 영향을 가져왔다. 특히 아직 성장 및 발달하고 있는 아동과 청소년에게 이러한 사이버 폭력이 주는 부정적인 영향을 크다고 할 수 있다.
사이버 폭력은 비대 면성 ∙ 익명성 ∙ 영구성 과 확산성, 물리적 힘의 불필요를 특징으로 한다. 가해자는 피해자의 고통을 직접 눈으로 확인할 수 없기 때문에 죄책감을 느끼지 못하며, 자신이 가해행위를 한다는 인식 조차 못할 수도 있다. 이에 더해 익명 성 은 자신의 가해  행위가 드러나지 않을 것이라는 믿음을 준다. 오프라인 상에서만 발생하는 전통적인 폭력과 달리, 시공간의 제약이 없는 사이버 폭력은 수신 거부 혹은 스마트폰의 전원을 종료하는 소극적인 대응을 하더라도 스마트 기기나 온라인에 다시 접속하는 순간 다시금 폭력에 노출된다(보지, 2005). 사이버 상에서 유포된 글이나 이미지, 동영상은 쉽게 유포되고 쉽게 지울 수 없어 피해자의 고통은 가중된다. 물리적 힘이 요구되는 전통적 폭력에서는 가해자와 피해자 간 구분이 있었으나 사이버 공간에서는 피해자와 가해자가 중첩될 수 있으며 물리적인 힘이 부족하더라도 기술 사용 능력이 뛰어난 사람은 사이버 공간에서 가해자가 될 수도 있다. 이런 특성 때문에 사이버 폭력이 전통적 폭력보다 더 피해가 크며 일상화 될 수 있다.
사이버 폭력과 물리적 폭력을 비교한 연구에 의하면 사이버 폭력이 더 일상화 되어 있으며, 자해 후 자살 등 극단적인 생각을 하는 비율도 사이버 폭력에서 더 높다고 한다.

## 정의
현재 사이버폭력에 대한 정의는 단일하게 합일되지 못하고 다양하게 혼동되어 사용되고 있다. 국외에서는 주로 사이버불링(cyberbullying), 사이버공격성(cyberaggression)의 용어를 사용한다. 국내에서는 사이버폭력이라는 용어를 주로 사용하는데, 이에 대한 원어로 cyberbullying과 cyberviolence 등이 혼재되어 사용하고 있다.
불링은 Olweus(1993)에 의해 제시된 개념으로 명확한 불법 행위는 아니지만 모욕, 따돌림, 협박, 갈취 등과 같이 사소하지만 특정인을 대상으로 지속적·반복적·의도적으로 그리고 힘의 불균형 상태에서 가해지는 행위로 정의 하고 있다. 개별 가해 행동 그 자체로서는 심각한 것이 아니어서 사소한 것으로 비칠 수도 있으나 피해자는 가해행위가 지속되기 때문에 가해 행위 그 자체에서 오는 피해보다도 가해행위가 발생할 것이라는 공포나 불안감이 더 큰 피해를 초래할 수 있다. 불링의 또 다른 특징은 아는 사람사이에 발생한다는 것이며 불특정인을 대상으로 하는 길거리 폭력과는 달리 학교나 직장(군대) 등 집단생활을 하는 공간에서 상급자나 강자가 하급자 혹은 약자에 대한 힘의 과시 수단으로 진행되는 경우가 많다. 따라서 사이버불링(cyberbullying)은 학교나 직장 등 집단생활을 하는 동료들 간 사이버 공간에서 가해지는 괴롭힘 행위라고 할 수 있다. 이처럼 사이버폭력과 사이버불링의 정의는 거의 유사하여 용어가 합일되지 않고 혼용되고 있다(푸른나무재단, 2020).
사이버폭력에 대한 국내의 정의는 다음과 같다. 사이버폭력이란, 1) 인터넷상에서 상대방이 원하지 않는 언어, 이미지 따위를 일방적으로 전달하여 정신적·심리적 압박을 느끼도록 하거나 현실 공간에서의 피해를 유발하는 일 (네이버 국어사전), 2) 정보통신망을 이용하여 학생을 대상으로 발생한 따돌림과 그 밖에 신체·정신 또는 재산상의 피해를 수반하는 행위(학교폭력예방 및 대책에 관한 법률 제2조 1의3, 2024 3월 시행 예정 개정법률안), 3) 의사소통을 목적으로 하는 다양한 전자기기를 매개로 발생하며, 연령과 상관없는 대상(개인 혹은 집단, 또래 혹은 성인)으로부터 본인이 원하지 않는 피해를 받았다고 인식하고, 일회적 혹은 반복적으로 발생하는 횟수와 상관없이 일어나 피해를 주는 부정적인 모든 행위(푸른나무재단, 2020)를 말한다. 정의 1), 2)를 살펴보면, 사이버폭력의 일부 특성만을 반영하여 설명하고 있다. 이는 최근 새롭게 발생하고 있는 다양한 사이버폭력의 양상과 특성을 폭넓게 반영하고 있지 못하다는 한계를 가진다. 또한, 피해를 입힐 의도가 없었거나 반복적이지 않더라도 일회성으로 비방 댓글을 달거나 게시물을 퍼나르는 등 방관자의 사이버폭력 피해 확산 행동을 반영하지 못한다.
이에, 2020년 학교폭력 전문 청소통을 목적으로 하는 다양한 전자기기를 매개로 발생하며, 연령과 상관없는 대상(개인 혹은 집단, 또래 혹은 성인)으로부터 본인이 원하지 않는 피해를 받았다고 인식하고, 일회적 혹은 반복적으로 발생하는 횟수와 상관없이 일어나 피해를 주는 부정적인 모든 행위로 정의하여 위의 한계점들을 반영하고자 하였다. 이는 피해를 입히고자 하는 의도라는 기존의 가해자 관점 정의에서 벗어나 피해자 관점을 중심으로 한 정의이다. 따라서, 사이버폭력에 대한 푸른나무재단의 정의가 현 실태를 적절하게 반영하고자 한 최신의 정의라고 할 수 있을 것이다.

## 사이버폭력의 특징
사이버폭력은 일반적인 폭력과는 다른 특징을 가지고 있다. 먼저, 사이버공간에서는 얼굴과 이름 등 자신의 신상을 드러내지 않아도 되며, 상대의 감정적 반응을 관찰할 수 없기 때문에 공격의 정도는 더욱 심해지는 반면, 죄책감을 보다 낮은 수준으로 느끼게 된다. 이러한 익명성은 사이버폭력의 가해자가 폭력과 공격행동을 멈추지 못하고 계속하도록 만드는 탈억제 효과로 이어져 무절제성이라는 특징을 나타내게 된다. 또한, 일반적인 폭력의 경우 폭력이 발생하는 사회적 공간을 벗아나면 괴롭힘을 피할 수 있지만, 사이버폭력은 개인의 컴퓨터, 휴대전화를 통한 인터넷 공간에서 공격이 계속 이어지게 된다. 즉, 폭력으로 인한 피해의 공간적 경계가 없어지고 시간의 제약을 받지 않는다는 특성을 가진다. 이는 사이버폭력의 피해자로 하여금 전자기기의 전원을 종료하거나 수신거부 기능을 사용하여도 다시 전자기기를 사용하는 순간 폭력에 재노출되어 온라인 상에서 안전한 장소가 없다고 느끼게 되는 등 고립성이라는 특징으로 이어진다. 또한, 사이버폭력의 피해는 실제 폭력의 청중보다 훨씬 더 많은 사람들에게 퍼져나간다. 사이버 공간이 가지는 정보전달의 빠른 전파력과 추적 및 영구삭제의 어려움은 피해자에게 통제력과 대처를 위한 의지를 잃게 하여 힘의 불균형을 경험하도록 한다.
마지막으로, 청소년들은 사이버 공간에서 발생하는 이러한 사이버폭력행위를 우정 표현과 친밀 행위 혹은 놀이의 연장선상으로 인식하기도 한다. 이처럼 청소년들은 사이버폭력에 노출되어도 이것이 폭력인지 인식하지 못하는 경우가 있으며, 이는 폭력 상황을 목격했을 때 신고하거나 도움을 요청하기보다 이를 방관하게 되는 현상으로 이어질 수 있다. 더욱이 오프라인에서의 폭력이 사이버폭력으로 이어지는 사례가 증가하고 있다. 오프라인 폭력 경험은 그 현장에서 벗어나면 멈출 수 있다. 그러나 그러한 폭행장면을 촬영한 영상을 SNS 등에 올려 개인의 수치심을 최대화하고 협박하여 사이버폭력으로 확장된다면, 피해자는 학대와 폭력을 반복 경험하게 되며, 그 피해가 지속되어 심각성이 극대화될 수 있다. 특히, 청소년들 사이에서는 카카오톡, 페이스북, 틱톡, ASK, 디스코드, 인스타그램, 트위터 등의 다양한 SNS 내에서 이러한 사이버폭력이 발생하고 있으며, 그 심각성이 날로 심각해지고 있다.

## 사이버폭력의 현황
1) 사이버폭력 관련 실태조사
최근 4개년 동안 조사된 사이버폭력 피해 경험 실태 추이를 살펴보면 아래와 같다. 푸른나무재단에서는 학교폭력의 하위유형 중 사이버폭력의 피해 비중을, 방통위에서는 사이버폭력 피해율을, 교육부에서는 학교폭력의 하위유형 중 사이버폭력의 피해 비중을 조사하였다. 이를 통해 2021년 경부터 사이버폭력 피해 경험률이 크게 증가하였으며, 증가한 수준이 비교적 꾸준히 유지되고 있음을 알 수 있다.

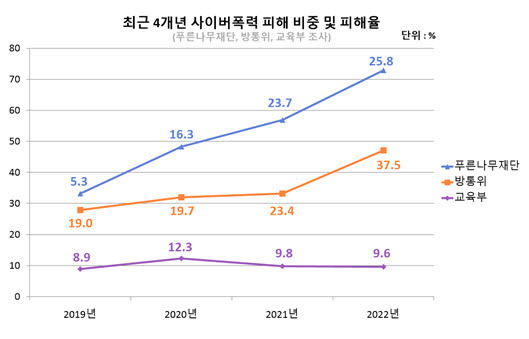

2022년 교육부에서 실시한 1차 학교폭력 실태조사에 따르면, 학생 10명 당 1.7명에서 3.8명은 지속적으로 사이버폭력 피해를 경험하는 것으로 나타났다. 더불어 2021년 대비 피해, 가해 및 목격의 비율이 모두 증가한 것으로 나타났다. 이에 더하여 2022년 교육부의 2차 학교폭력 실태조사에서는 사이버폭력의 하위요인 별 전체 피해율을 살펴보았는데, 사이버 언어폭력, 사이버 따돌림, 사이버 명예훼손 순으로 피해율이 높은 것으로 나타났다. 특히 사이버 언어폭력, 사이버 스토킹, 사이버 강요, 사이버 갈취의 경우 초등학교 학생들이 제일 많은 피해를 경험한 것으로 나타났다. 이처럼 어린 연령층에서 사이버폭력의 경험률이 높게 나타나는 것은 사이버폭력이 시급하게 해결되어야 할 문제임을 의미할 것이다. 더욱이 교육부가 지속적으로 실시해온 학교폭력 실태조사에서는 학교폭력 경험률이 초등학교에서 제일 높아 학교폭력의 저연령화 추세 또한 반복적으로 확인된 바 있다. 이에 따라 학교 현장에서 다양한 유형의 학교폭력과 사이버폭력이 함께 나타날 수 있음을 염두에 두어야 할 것이다.
또한, 2022년 방송통신위원회에서 조사한 사이버폭력 실태조사에서 청소년이 경험하는 사이버폭력 피해와 가해 및 목격의 비율은 작년도인 2021년에 비해 모두 증가한 것으로 나타났다. 또한, 피해경험자가 가해를 하고, 가해경험자가 피해를 경험하는 등 가해와 피해를 중첩하여 겪게되는 악순환이 발생하는 것으로 나타났다. 특히, 사이버폭력은 청소년 중에서도 중학생 사이에서 경험률이 높은 것으로 나타났으며, 성인에서는 연령이 낮을수록 사이버폭력의 경험률이 높았다.
푸른나무재단에서 2023년 9월 발표한 전국 학교폭력·사이버폭력 실태조사에서는 학교폭력의 유형 중 사이버폭력의 피해 비중이 25.8%로 나타났다. 이것은 푸른나무재단의 2022년 실태조사에서 나타났던 최고 수치인 31.6%에 이어, 학교폭력의 모든 피해유형 중 1위를 차지한 결과이다. 더욱이, 최근의 학교폭력은 사이버공간을 매개로 다양한 유형이 혼재되어 복합적인 모습을 띄고 있다.
자세히 살펴보면, 청소년 사이버폭력 가해학생들의 가해 동기는 ‘상대방이 먼저 시비를 걸어서, 보복하려고’, ‘폭력인지 모르고’, ‘특별한 이유 없이’, ‘다른 아이들도 하니까 그냥 따라서’, ‘그냥 장난으로’ 순으로 나타났다. 이는 최근 피해자와 가해자가 서로를 신고 및 고소하는 쌍방 사건이 늘어나고 있는 것과 관련이 있을 것이다. 청소년 사이버폭력 피해자들의 34.5%는 피해 후 문제해결과 피해극복이 되지 않았다고 응답했다. 그 이유로는 ‘마음의 상처가 회복되지 않고 고통스러워서’가 21.7%로 1순위로 나타났고, ‘가해학생에게 사과를 받지 못해서’가 14.9%로 그 뒤를 이었다. 또한, 학교폭력 예방을 위해 필요한 것에 대한 응답으로 ‘주변 어른들(선생님, 부모님)의 적극적인 도움’이 18.0%로 가장 높게 나타났다.

이와 같은 학교폭력 및 사이버폭력은 피해 당사자 뿐만 아니라, 가족의 이혼과 심각할 경우 동반 자살로까지 이어지는 가정 붕괴 현상으로까지 이어지고 있다는 점에서 더욱 심각한 결과를 초래하기도 한다. 이처럼 사이버폭력을 포함한 학교폭력의 심각성은 아래와 같이 언론보도로 여러 번 다뤄진 바 있다.
[정밀취재] 학교폭력 피해자들의 끊이지 않는 눈물
월간중앙, 2023.03.17. 최현목 기자

▶기사전문 : 월간중앙 (joins.com)
2) 사이버폭력 관련 국내 법안
현재 청소년 사이버폭력을 다루는 독립적인 법안은 제정되어 있지 않다. 관련 법들에서 각각 사이버폭력 혹은 사이버폭력의 하위유형을 정의하고 있는데, 대표적으로 학교폭력 예방 및 대책에 관한 법률에서는 “사이버폭력”을 정보통신망을 이용하여 학생을 대상으로 발생한 따돌림과 그 밖에 신체·정신 또는 재산상의 피해를 수반하는 행위로 정의하였다. 해당 정의를 포함하는 개정법률안은 2023년 10월 국회에서 의결되었다.
한편 ‘정보통신망 이용 촉진 및 정보보호 등에 관한 법률’에서는 제44조의 7에서 사이버명예훼손, 사이버스토킹과 관련된 내용을 정의하고있지만, 이는 불법정보의 일환으로 해당 내용을 정의하고 있을 뿐 명확한 사이버폭력 혹은 사이버폭력의 하위유형을 정의하고 있지는 않다는 한계점이 있다. ‘정보통신망 이용 촉진 및 정보보호 등에 관한 법률’의 제72조 및 제73조, 제74조에 위의 행위에 대한 처벌을 규정하고 있다.
‘사이버 성폭력’과 관련된 국내 법안은 다음과 같다. ‘정보통신망 이용 촉진 및 정보보호 등에 관한 법률’ 제44조의9에서는 불법촬영물에 대한 정의 및 규제에 대한 조문을 포함하고 있으며, ‘성폭력범죄의 처벌 등에 관한 특례법’에서는 통신매채 및 카메라, 허위영상물을 사용한 범죄에 대해 정의하고 있고, ‘아동·청소년 성보호에 관한 법률’에서도 아동ㆍ청소년성착취물에 대해 정의하고 있다. 그러나 이 역시 명확한 사이버폭력 아래 사이버폭력의 하위유형을 정의하고 있지는 않다. 이와 같이 사이버폭력 가해 행위에 대해서는 국내 각 유관 법률에 의거하여 처벌이 이루어질 수 있다.

## 사이버폭력의 유형
사이버폭력의 하위유형은 매우 다양하다. 교육부와 한국교육개발원의 사이버폭력 예방 및 대처방안 가이드라인에 따르면, 사이버 명예훼손, 사이버 성폭력, 사이버 모욕, 사이버 따돌림, 사이버 스토킹, 사이버 갈취, 사이버 강요 등이 사이버폭력의 하위요인에 포함된다. 방송통신위원회(2022)에 따르면, 사이버폭력의 유형은 사이버 언어폭력, 사이버 명예훼손, 사이버 스토킹, 사이버 성폭력, 신상정보유출, 사이버 따돌림, 사이버 갈취, 사이버 강요의 8가지이다. 푸른나무재단 푸른코끼리(2020)에서 분류한 사이버폭력은 사이버 언어폭력, 사이버 명예훼손, 사이버 스토킹, 사이버 사칭, 신상정보 유출 및 폭로, 사이버 따돌림, 사이버 갈취 및 강요, 사이버 성폭력의 8가지의 유형을 포함한다. 가장 최근에 유형 분류를 제시하고 연구한 푸른나무재단(2020)의 유형에 따른 사이버폭력의 예시는 아래와 같다. 
사이버 언어폭력
SNS상에서 특정 대상에게 원하지 않는 상처가 될 수 있는 메시지 및 댓글로 비난하는 행위

인터넷 상에서 흔히 발생하는 저격(글), 패드립 등
사이버 명예훼손

특정 대상에 대한 가해 목적으로 소문이나 사진 등을 퍼드리는 행위. 사실 여부와 상관없이 타인의 명예를 훼손하는 글이나 사진을 인터넷, SNS를 통해 대중에게 공유하는 행위. 온라인 상에 게시된 사진에 지인의 얼굴을 합성하여 인터넷에 게시하는 지인능욕 등.
사이버 스토킹

특정인이 원하지 않음에도 불구하고 공포감, 불안감을 유발하는 이메일, 문자메시지를 반복적으로 보내거나, SNS 등에 지속적으로 방문하여 댓글 등 흔적을 남기는 행위. 최근 발생하고 있는 위치추적 앱과 통신수단을 활용한 사이버 스토킹은 다른 유형의 스토킹이나 폭행, 성폭력 등의 기타 범죄 행위를 동반하는 경우가 많음.
사이버 사칭

자신을 특정인 본인처럼 사칭하여 또 다른 타인에게 메시지를 보내거나 SNS 등에 게시글을 올리거나 접근하는 행위. 
신상정보 유출 및 폭로

특정인에게 해를 가하거나 창피하게 하려는 목적으로 개인상의 정보, 사생활 및 비밀 등을 특정인의 동의 없이 인터넷, SNS에 공유, 유포시키거나 밝히는 행위. 타인의 개인정보가 포함된 계정 및 전화번호를 강제로 갈취하여 정보를 타인에게 넘겨 이득을 취하는 용돈벌이, SNS나 게임 등에서 부계정을 만들어 타인의 허락 없이 사진 등을 게시하는 행위 등이 발생하고 있음.
사이버 따돌림
온라인 채팅방, SNS상의 그룹 대화창에서 특정인을 차단하거나 속해 있더라도 의도적으로 배제하고, 사회적 참여를 공격하는 행위.

단체대화방에서 한 사람을 초대하여 단체로 욕하며 괴롭히는 떼카, 단체대화방에 피해자를 초대한 후 구성원 모두가 퇴장하여 온라인 상에서 왕따를 시키는 행위 등
사이버 갈취 및 강요

인터넷에서 가해자가 원하는 바를 피해자에게 하도록 하거나 인터넷 상에서 사이버(게임) 머니, 게임 아이템, 스마트폰 데이터 혹은 이용 대금을 빼앗는 행위. 특히 셔틀이라고 칭하는 사이버강요는 우리나라에서만 독특하게 나타나는 사이버폭력의 유형임. 기프트콘 선물과 WI-FI 셔틀 등 학생들 사이에서 발생하고 있음. 인터넷에서 가해자가 원하는 바를 피해자에게 하도록 하거나 인터넷 상에서 사이버(게임) 머니, 게임 아이템, 스마트폰 데이터 혹은 이용 대금을 빼앗는 행위. 특히 셔틀이라고 칭하는 사이버강요는 우리나라에서만 독특하게 나타나는 사이버폭력의 유형임. 기프트콘 선물과 WI-FI 셔틀 등 학생들 사이에서 발생하고 있음
사이버 성폭력
특정인을 대상으로 성적인 언어표현 혹은 성적 비하 발언, 성차별적 욕설 등 성적인 불쾌감을 느낄 수 있는 내용을 인터넷이나 휴대전화를 통해서 전달 및 게시하며 음란한 동영상이나 사진을 보내거나 특정인의 동의 없이 특정인과 관련된 동영상이나 사진을 유포하는 행위

아동청소년에게 접근하여 피해자를 유인하고 길들여 성 착취 행위를 용이하게 하고 피해 폭로를 막는 디지털 그루밍, 온라인 상에 게시된 사진에 지인의 얼굴을 합성하여 인터넷에 게시하는 지인능욕 등.
최근 다양한 사이버폭력 유형이 새롭게 발생하고 있는데, N번방 사건과 같은 사이버 성폭력의 심각성이 대두되면서, 새로운 사이버폭력의 양상에 주목할 필요가 있다. 보복형 포르노와 같은 비합의적 영상배포, 오프라인 데이트폭력, 자해 혹은 자살 유도, 그루밍을 통한 사이버성착취 혹은 성적 유인이 경계해야 할 심각한 사이버폭력으로 강조되고 있다. 그 양상을 더욱 세부적으로 살펴보면, 온라인 상에 게시된 사진에 지인의 얼굴을 합성하여 인터넷에 게시하고 신상정보와 함께 유포하는 지인능욕, 온라인 상에서 서로의 몸을 보여주는 화상 대화를 유도하여 사진이나 동영상을 보여 주거나, 상대에게도 이를 찍게 해 유포하겠다고 협박하는 몸캠 피싱, 여러 명의 학생들이 한 학생을 단체채팅방에 지속적으로 초대하여 나가지 못하게 괴롭히는 카톡감옥, 수치스럽거나 하기 싫은 행동을 하도록 강요하여 인증하도록 하는 인증놀이 등이 있다. 사이버폭력의 최신 사례는 아래의 기사를 통해 확인해볼 수 있다.
《중고거래강매 등 사이버갈취》
"명품 팔아 돈 가져와" "짝퉁 강매"…신종 학폭 기승
SBS 뉴스 2021.02.22.
▶기사전문 : (sbs.co.kr)

유튜브·페북 ‘잡뒤 영상’...지능화하는 청소년 사이버 폭력
헤럴드경제 2022.09.27.
▶기사전문 : 헤럴드경제 (heraldcorp.com)

[기획] ‘시키지 않은 배달 음식’‘사진 합성’…진화하는 청소년 ‘사이버폭력’
경기신문 2022.12.06.

▶기사전문 : (kgnews.co.kr)
《전동퀵보드 대리결제》
“지난해 학교폭력 10건 중 3건은 사이버폭력”
서울신문 2022.09.22.

▶기사전문 : 서울신문 (seoul.co.kr)
《위치기반 앱 등을 사용한 사이버 스토킹》
일상이 된 사이버 스토킹, 탈출구가 없다
여성신문 2022.10.21.

▶기사전문 : 여성신문 (womennews.co.kr)
《사이버폭력 심각성에 대한 최근 언론보도》
"'학폭' 피해자 대부분은 '사이버 폭력'도 경험“
YTN 사이언스 김태원 기자 (woni0414@ytn.co.kr)
▶기사전문 : "'학폭' 피해자 대부분은 '사이버 폭력'도 경험" (ytn.co.kr)

사이버 학폭에 떠난 딸... 주저않은 아빠, 무릎 꿇은 오빠
SBS 2023.06.02.
▶기사전문 : SBS 8뉴스 - YouTube

드라마보다 무서운 현실, 교묘해진 요즘 ‘학교폭력’ 실태는?
로이슈 2023.04.11.
▶기사전문 : (lawissue.co.kr)

학교폭력 2차 가해 막는다...가해학생에 사이버공간 ‘접촉금지’
국제뉴스 2022.03.25.
▶기사전문 : 국제뉴스 (gukjenews.com)

법제도 바깥의 고통 - 네이버 지식인 스토킹 상담글 분석
이세아 기자 (saltnpepa@womennews.co.kr)

▶기사전문 : 스토킹 상담글 분석 (notion.site)

## 사이버폭력 예방
1) 사이버폭력 전문기관(신고 및 상담)
사이버폭력을 경험한 학생 및 보호자, 교사 등 도움을 받을 수 있는 전문기관은 아래와 같다.
| 기관명                  | 접수내용                                 | 전화번호/ 홈페이지   |
| 청소년사이버상담센터    | 위기청소년 상담                          | 1388                 |
| 경찰청 사이버안전지킴이 | 사이버범죄 신고 및 해결(24시간)          | 112                  |
| 교육부 다들어줄개       | 청소년모바일상담(24시간)                 | 1665-5004            |
| 안전드림                | 학교폭력 및 청소년 유해환경 신고 및 상담 | 182 또는 117         |
| 푸른나무재단            | 학교폭력·사이버폭력 전문상담             | 1588-9128            |
| 푸른코끼리              | 청소년 사이버폭력 상담                   | ‘푸른코끼리’ 앱 상담 |

도움이 필요한 경우 누구나 신고 및 상담 전문기관에 도움을 요청할 수 있으며, 명예훼손, 협박 등 형법상으로 고소하여 법적인 절차를 통해 가해자를 처벌하는 방법도 있다. 또한, 가해자와 피해자 등 학생 사이에서 발생한 사이버폭력 사안의 경우 학교폭력심의위원회를 통한 폭력 사안처리 과정을 밟을 수 있다.
사이버상에서 피해를 당했을 경우, 하지 말라는 의사표현을 명확하게 한 후 대화내용이 포함된 채팅화면 등 인터넷 기록을 모아놓고, 주변의 보호자 및 전문기관에 도움을 요청하여 도움을 받을 수 있다.

2) 사이버폭력 예방 프로그램
사이버폭력 예방 및 방지를 위해서는 많은 국가기관들이 노력을 하고 있다. 한국정보화진흥원은 사이버 폭력을 예방하고 올바른 인터넷 이용습관 확립을 위해 전국민(유아, 초중등, 성인, 학부모, 교사 등)을 대상으로 인터넷윤리교육을 실시하고 있다. 이와 함께 동요 및 음악제, 콘텐츠 및 교수 학습지도안 공모, 아름다운 인터넷 세상(아인세) 캠페인 등 다양한 활동을 하고 있으며 아울러 사이버 폭력 예방을 위한 다양한 교재도 개발하여 보급하고 있다.
사이버폭력 예방교육 서비스 에듀넷·티-클리어에서는 학교폭력 및 사이버폭력 예방교육 자료를 제공하고 있다. 최근 교육부와 17개 시도·교육청에서는 초·중등 대상 메타버스를 통한 사이버폭력 예방 교육 사이버스를 런칭하였다.
사이버폭력의 예방을 위해 민간기관 또한 많은 노력을 기울이고 있다. 학교폭력 및 사이버폭력 전문기관 푸른나무재단에서는 디지털 시민 교육 사이좋은 디지털 세상(사디세), 학교로 찾아가는 사이버폭력 예방교육 ‘푸른코끼리’ 등 사이버폭력 관련한 다양한 예방 프로그램을 제공하고 있다. 더불어, 푸른나무재단은 카카오톡 플러스 친구 및 공식 홈페이지, 모바일 앱 ‘푸른코끼리’를 통해 사이버폭력에 대한 온라인 상담 서비스를 제공하고 있다.

3) 사이버폭력 피해자 지원 기관 및 서비스
사이버폭력 피해자가 지원을 받을 수 있는 기관들은 다음과 같다. 다양한 국가 기관들과 민간 전문 기관들이 학교폭력 및 사이버폭력 피해자에 대한 전문심리지원 및 법률 지원, 불법촬영물 등에 대한 삭제 지원을 제공하고 있다. 학교폭력전문기관을 포함한 유관기관과 지원내용 등은 다음과 같다.
| 기관명                                                                                 | 지원내용 | 전화번호/ 홈페이지                                                  |
| 위(Wee) 프로젝트 *위(Wee)클래스(학교)-위(Wee)센터(교육지원청)-위(Wee)스쿨(시·도교육청) | 학교 및 교육(지원)청에서 학생 상담 지원 | https://wee.go.kr/home/main/main.do 보관됨 2024-01-04 - 웨이백 머신 |
| 청소년상담복지센터 (청소년안전망)                                                      | 위기청소년에게 적합한 맞춤형 서비스 제공 ONE-STOP 지원센터 | https://www.teen1318.or.kr/                                         |
| 청소년지원센터(학교폭력피해자지원센터)                                                 | 심리치료. 심리검사. 상담(개인, 가족, 집단, 전화, 사이버). 교육(부모교육. 학교폭력예방교육. 특별교육 등). 청소년활동지원                                                            | 054-850-1075                                                        |
| 해맑음센터(학교폭력피해자가족협의회)                                                   | 전국단위 기숙형 학교폭력 피해학생 치유 전담기관 심리치료. 심리검사. 상담(개인, 가족, 집단, 전화, 사이버). 교육(부모교육. 학교폭력예방교육. 특별교육. 재활교육 등). 보호서비스지원. | 070-7119-1700, 070-7119-4119                                        |
| 대한법률구조공단                                                                       | 법률상담, 변호사 또는 공익법무관에 의한 소송대리 및 형사변호 등 법률적 지원 | https://klac.or.kr/ 132                                             |
| 국가 지우개 서비스                                                                     | 아동·청소년 시기에 작성한 게시물 중 개인정보가 포함되어 있는 게시물 삭제 및 검색 되지 않도록 지원                                                                                  | 02-2135-8362                                                        |
| 디지털 성범죄 특화상담소                                                               | 디지털 성범죄 피해자에 대한 심층 상담, 수사기관·법원 동행, 법률·의료 연계 외상 후 스트레스 장애(트라우마) 치유회복 프로그램 제공 불법촬영물 등에 대한 삭제 지원                    | 1366 등 지역별 상이                                                 |
| 푸른나무재단                                                                           | 피해자를 위한 현장 긴급출동 긴급생활비·의료비 지원 및 게시물 삭제 지원 | https://www.btf.or.kr/ 1588-9128                                    |

### 사이버폭력 대처
1) 사이버폭력의 징후와 예방·대처법

사이버폭의 징후와 대처, 예방법은 다음과 같다. 이를 잘 숙지한 후 사이버폭력을 민감하게 인지하고, 도움을 요청할 수 있어야 한다. 그에 앞서 예방법을 잘 알고 사이버폭력 발생을 막는 것이 제일 바람직할 것이다.
[사이버폭력 징후]
· 불안한 기색으로 하며 스마트폰 등 전자기기를 자주 확인하고 민감하게 반응한다.
· SNS 상태 글귀나 사진의 분위기가 갑자기 우울하거나 부정적으로 바뀐다.
· SNS, 문자메시지를 본 후에 당황하거나 정서적으로 괴로워한다.
· 용돈을 많이 요구하거나 스마트폰의 사용요금이 지나치게 많이 나온다.
· 다른 사람이 스마트폰을 만지거나 보는 것을 극도로 싫어하고 민감하게 반응한다.
· 갑자기 SNS 계정을 탈퇴하거나 아이디가 없어졌다.

· 사이버상에서 이름보다는 비하성 별명이나 욕으로 호칭되거나 야유나 험담이 많이 올라온다.
[사이버폭력 피해 시 대처법]
· 사이버폭력을 당하는 것이 자신의 탓이 아니므로 자책하지 않는다.
· 원하지 않는 메일이나 쪽지, 메신저 등에는 답변하지 말고 보복에 대응하지 않는다.
· 사이버폭력 정보 게시에 대해 자료삭제 및 사과를 요구한다.
· 대화 시 상대방의 무리한 요구에 응하지 않는다.
· 사이버상에서 상대방의 거부감이 드는 말과 행동에는 싫다는 의사를 분명히 한다.
· 필요한 경우 객관적인 증거를 철저히 확보한다(화면 캡쳐, 사진 촬영 등).
· 사이버폭력이 지속되면 반드시 주변의 어른에게 알린다(부모, 보호자, 교사, 전문기관).
· 불특정다수에게 공개되는 사이버폭력으로 인해 명예훼손, 모함, 비방 등을 당하여 심각한 정신적 피해를 입을 수 있으므로 상담교사나 상담센터와 연계하여 상담을 받는다.
- 불법 촬영물 유포로 피해를 입었을 경우,

정보통신서비스 제공자에게 관련 정보의 삭제를 요청 및 반박내용의 게재를 요청할 수 있다(정보통신망법 제44조의2)
- ‘디지털성범죄 피해자지원센터(02-735-8994)’에 촬영물의 삭제를 위한 지원을 요청할 수 있다(성폭력방지법 제7조의3)

[사이버폭력 예방법]
· 언제, 어디서든, 누구든지 사이버폭력 가해자, 피해자, 방관자가 될 수 있다는 것을 기억한다.
· 사이버상에서는 정직하고 당당하게 행동한다.
· 사이버 공간에 글을 쓸 때는 세 번 이상 신중하게 생각한다.
· 사이버 공간 속 상대방 또한 생각과 감정을 가진 사람이며, 상대방의 입장을 생각한다.
· 나와 다른 사람의 개인정보를 소중히 생각한다.
· 사이버 속에서 활동할 때 주변 사람들의 영향에 쉽게 휩쓸리지 않는다.
· 타인의 정보에 대해서는 반드시 미리 동의를 구한다.
· 사이버 공간에서 개인정보를 공개할 때는 가능한 최소한으로 설정하고 주기적으로 비밀번호를 변경한다.
· 사이버 공간 내 다른 사람의 정보를 공유할 때는 본인의 동의를 먼저 확인한다.
· 사이버에서 확신할 수 없는 정보 또는 남에게 피해가 될 정보는 유포하지 않는다.
· 모르는 상대의 쪽지 또는 대화 신청은 답변하지 않는다.
· 사이버 공간에서 누군가가 오프라인으로 만남을 요청할 때는 가능한 만나지 않고, 보호자에게 알린다.

· 사이버폭력을 목격하면 방관하지 않고 도와준다.
전문가들은 학교폭력 및 사이버폭력의 진정한 해결은 가해자 처벌 중심의 선도 조치보다, 학교에 재학할 당시 당사자들 간의 ‘관계 회복’ 중심으로 폭력 문제를 해결해야 한다고 강조하고 있다. 이는 가해자 처벌 중심의 해결로는 피해자의 마음 깊이 새겨진 심리·정서적 손상을 근본적으로 치유할 수 없기 때문이다. 이는 학창 시절의 학교폭력 경험을 다시금 경험하며 가해자를 향한 처벌과 진심 어린 사과를 요구하는 형태로 연예인을 비롯한 성인들 사이에서 나타나는 일명 ‘학폭 미투’ 현상에 대한 시사점을 제공할 수 있겠다. 학교폭력을 비롯한 사이버폭력이 피해자에게 입히는 내상은 가해자의 처벌만으로는 보상받을 수 없으며, 진정한 회복을 통한 근본적인 해결의 관점에서 바라보아야 한다는 것이다.

## 같이 보기
- 학교폭력
- 언어적 학대
- 음란물
- 신상털기
- 성범죄
- 성폭력
- 따돌림
- 집단 따돌림
- 사이버스토킹
- 사이버모욕죄
- 악성댓글
- 개인정보의 보호에 관한 법률
- 정보통신망 이용 촉진 및 정보보호 등에 관한 법률

## 관련 문헌
- 교육부(2019-2022). 학교폭력 실태조사.
- 교육부, 이화여자대학교 학교폭력예방연구소(2022). 학교폭력 사안처리 가이드북.
- 교육부, 전라남도교육청, 한국교육학술정보원(2019). 학부모 교육자료 우리 아이를 위한 사이버폭력 예방 도우미.
- 교육부, 한국교육개발원(2022). 교사용 사이버폭력 예방 및 대처 방안 가이드라인.
- 교육부, 한국교육학술정보원(2019). 우리 아이를 위한 사이버폭력 예방 도우미.
- 방송통신위원회(2019-2021). 사이버폭력 실태조사.
- 푸른나무재단(2019-2022). 전국 학교폭력·사이버폭력 실태조사.
- 푸른나무재단, 숙명여자대학교(2020). 청소년 사이버폭력 예방을 위한 정책 및 실천적 함의 연구. https://www.bepuco.or.kr/pages/news/detail/80
- 학교폭력예방 및 대책에 관한 법률 (2024.3.1.시행).
- 성폭력범죄의 처벌 등에 관한 특례법 (2023.10.12. 시행).
- 아동청소년의 성보호에 관한 법률 (2023.10.12. 시행).
- 정보통신망 이용촉진 및 정보보호 등에 관한 법률 (2023.7.4. 시행).
- 한국교육개발원(2021). 사이버폭력 유형별 가이드라인 개발 연구.